# ويليام بريثويت
ويليام بريثويت (بالإنجليزية: William Stanley Braithwaite)‏ هو ناقد أدبي وكاتب وشاعر أمريكي، ولد في 6 ديسمبر 1878 في بوسطن في الولايات المتحدة، وتوفي في 8 يونيو 1962 في نيويورك في الولايات المتحدة.